# Bán Zsuzsa (író)
Bán Zsuzsa (Szombathely, 1944. december 29. – Ormándlak, 2013. április 20.) író, műfordító, könyvtáros, újságíró.

## Életpályája
Gyermekkora egy részében Sopronban nevelkedett. 1956-ban családjával Svédországba költözött, de édesanyja halálát követően 1959-ben édesapjával és testvérével visszatértek Magyarországra. 1964-ben érettségizett szülővárosában, majd dolgozott betanított munkásként a Soproni Ruhagyárban, kisegítő ápolónőként, műszaki fordítóként. 1968-tól a porcsalmai művelődési otthon igazgatója volt. Az 1970-es években visszaköltözött Szombathelyre, és a Vas Népe újságírója lett. Később a Zalaegerszeghez tartozó Csácsbozsokra költözött, és néhány évig újságíróként a Zalai Hírlapnál, majd 1984 és 1995 között könyvtárosként a Zala Megyei Könyvtárban (ma: Deák Ferenc Megyei és Városi Könyvtár) dolgozott. Ormándlakon temették el 2013. május 7-én.

## Munkássága
Írói munkásságát novellák írásával kezdte, később kisregényeket, regényeket is írt.

## Művei
- Más kenyerén (1978; kisregény, elbeszélések)
- Hazug szerelmek (1979; elbeszélések, kisregények, színmű)
- Élet a Domb utcában (1984; kisregény, elbeszélések)
- Bolondok (1987; regény)
- Ámokfutás (1992; regény)

## Díjak, elismerések
- Móricz Zsigmond-ösztöndíj
- SZOT-ösztöndíj
- Soros-ösztöndíj

### Átvett források
- Ki kicsoda Zala megyében? 1996. Felelős szerkesztő: Rikli Ferenc. [Zalaegerszeg]: Dél-dunántúli Extra Lapkiadó Kft. 1996.   20. o. ISSN 1416-5864
- Ki kicsoda Zala megyében? 2000. Felelős szerkesztő: Rikli Ferenc. Fotók: Cservenka György és mások. Nagykanizsa: Ász-Press Kiadói Bt., M-M Bt. 1996.   27. o. ISSN 1416-5864. Arcképe is szerepel
- Bán Zsuzsa. In: Új magyar irodalmi lexikon I. (A–Gy). Főszerk. Péter László. Budapest: Akadémiai. 1994.   121–122. o. ISBN 963-05-6805-5
- Gyászjelentés (Bán Zsuzsanna). (magyarul)  Zalai Hírlap,   (2013. május 3.)   14. o.
- Kortárs magyar írók kislexikona 1959–1988. Főszerk. Fazakas István. Budapest: Magvető. 1989. ISBN 963-14-1604-6
- Magyar ki kicsoda 1990: több mint 6000 élő magyar személy életrajza. Főszerkesztő: Hermann Péter. Budapest: Texoft Láng Nyomdaipari Számítástechnikai Kft., Biográf Kiadó. 1990.  ISBN 963-7840-28-1 ISSN 0866-1960
- Magyar és nemzetközi ki kicsoda 1992: több mint 12000 kortársunk életrajza. Főszerkesztő: Hermann Péter. Budapest: Biográf Kiadó, Texoft. 1991.  ISBN 963-7943-09-9 ISSN 1215-7066
- Magyar és nemzetközi ki kicsoda 1994: több mint 12500 kortársunk életrajza. Főszerkesztő: Hermann Péter. Budapest: Biográf Kiadó. 1993.  ISBN 963-7943-27-7 ISSN 1215-7066
- Magyar és nemzetközi ki kicsoda 1996: több mint 14000 kortársunk életrajza. Főszerkesztő: Hermann Péter. Budapest: Biográf Kiadó. 1995.  ISBN 963-7943-86-2 ISSN 1215-7066